# Pałacyk Prittwitz
Pałacyk „Prittwitz” – budynek znajdujący się przy ulicy Krakowskiej 81-83 w Katowicach, na terenie dzielnicy Szopienice-Burowiec.

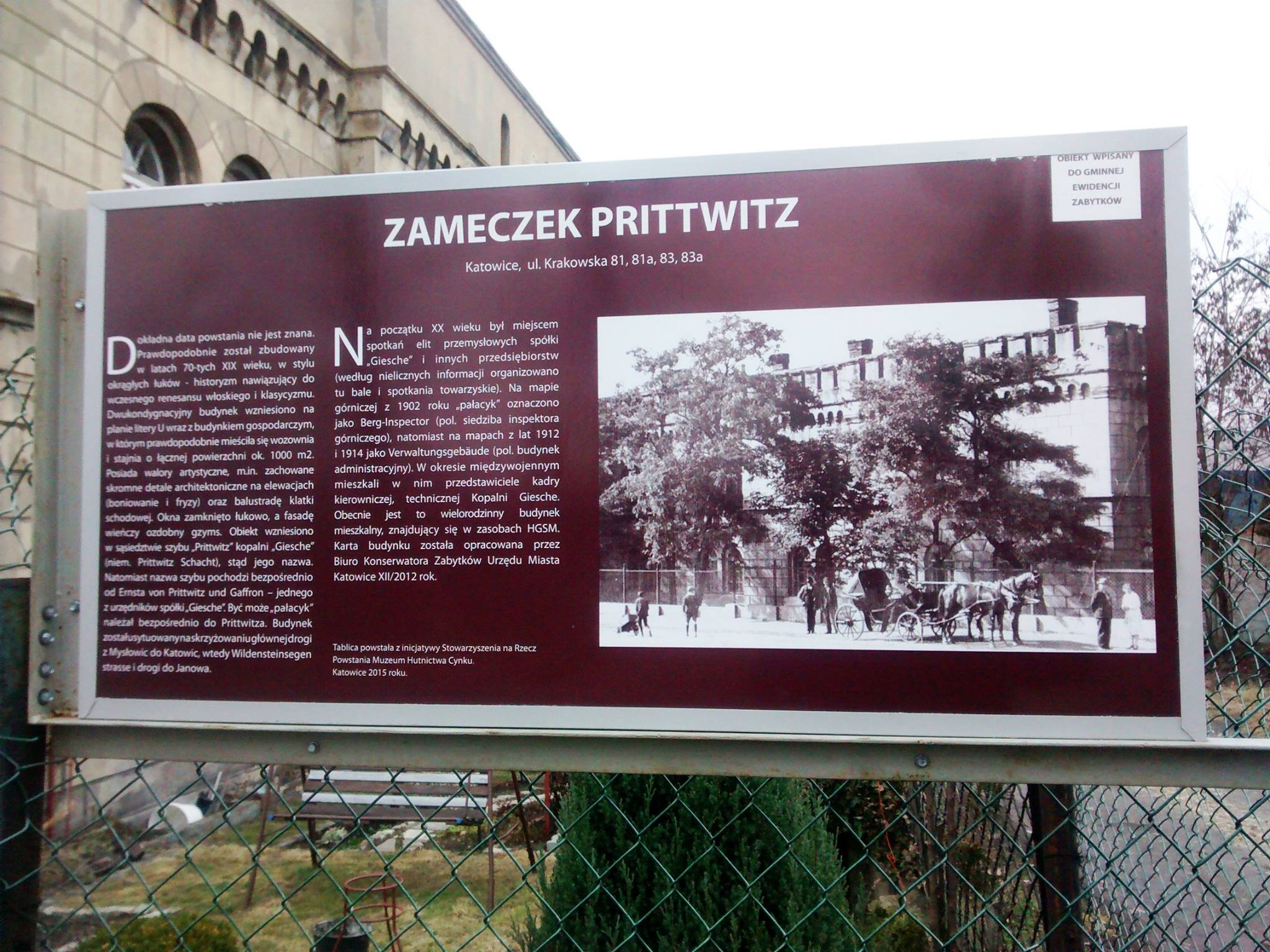
Tablica informacyjna przy budynku

Nazwa pałacyku nawiązuje do szybu „Prittwitz”, który istniał po wschodniej stronie pałacyku (dziś zabudowania szybu nie istnieją), natomiast nazwa szybu nawiązywała do Wilhelma von Prittwitza, urzędnika spółki Georg von Giesches Erben (pl. Spadkobiercy Georga von Giesche). Często nazwa budynku błędnie tłumaczona jest pochodzeniem od nazwiska roździeńskiego urzędnika Ernsta von Prittwitz und Gaffron. Budynek na początku XX wieku określano jako Berg-Inspector (pol. budynek inspektora górniczego). Pałacyk prawdopodobnie stanowił miejsce spotkań elit przemysłowych, a także funkcjonował jako obiekt administracyjno-biurowy. 
Następnie przekształcony na budynek mieszkalny dla pracowników pobliskiej kopalni, by wreszcie na drodze przemian własnościowych stać się własnością Hutniczo Górniczej Spółdzielni Mieszkaniowej (HGSM). Obecnie jest zamieszkały i podzielony na 14 mieszkań. Dawniej cały obiekt był ogrodzony. Obiekt wpisano do rejestru zabytków 7 lipca 2020 roku (nr rej. A/672/2020).